# Lako je sve
Lako je sve är en låt framförd av Feminnem. Den är skriven av Branimir Mihaljević, Pamela Ramljak och Neda Parmać.
Låten var Kroatiens bidrag i Eurovision Song Contest 2010 i Oslo i Norge. I semifinalen den 27 maj slutade den på trettonde plats med 33 poäng vilket inte var tillräckligt för att gå vidare till finalen.